# Christian Chamorel
Pour les articles homonymes, voir Chamorel.
Christian Chamorel, né à Lausanne en 1979, est un pianiste suisse.

## Biographie

### Études
Il étudie tout d'abord le piano auprès de Christian Favre à Lausanne, et se rend ensuite à Munich, puis à Zurich. Il obtient son diplôme de soliste en 2006. Depuis 2007, Christian Chamorel est professeur de piano au Conservatoire de musique de Genève.

### Carrière
Invité des festivals allemands (Festspiele Mecklenburg-Vorpommern, Klavierfestival Ruhr) et français (Musicales du Golfe, Lisztomanias, Serres d’Auteuil), il se produit également au Konzerthaus de Berlin.
Musicien, Christian Chamorel accompagne en outre des artistes tels que le violoniste français Pierre Amoyal, le violoncelliste russe Dimitri Maslennikov et de nombreux chanteurs. Il est un pianiste local. Il joue principalement en Suisse Romande. 

## Récompenses
Christian Chamorel a remporté les prix des fondations Yamaha et Leenaards à Lausanne en 1999, le premier prix de la fondation Kiefer-Hablitzel à Berne en 2001 et 2003. Il est lauréat des concours « Konzertgesellschaft » de Munich en 2000, « Palma d’Oro » à Finale Ligure en 2000, le premier prix de la fondation Kiefer-Hablitzel à Berne en 2001 et 2003, le prix du Jury de la Société des Arts à Genève en 2005, « Virtuoses du futur » à Crans-Montana en 2006, "Beethoven" de Vienne en 2009, "Viotti"  de Vercelli en 2009, "Iturbi"  de Valencia en 2010.

## Discographie
- Après une lecture de Dante de Franz Liszt, Gallo, 2007
- Années de pèlerinage de Franz Liszt, Doron, 2009[2].
- 1re et 2e sonate de Schumann, Alphée, 2013
- Mozart : Piano Works, Calliope, 2017
- Mendelssohn : Piano Works, Calliope, 2020